# Emilián Božetěch Glocar
Emilián Božetěch Glocar (také Emilian Blažej Glocar, Emil Bl. Glocar, Emil Glocar; 11. července 1906 Lukavice – 10. února 1985 Libertyville, Illinois) byl český kněz, malíř a spisovatel.

## Život
Vyrůstal v Nových Mlýnech u Litovle. Otec mu zemřel v 1. světové válce, matka mu zemřela v roce 1917 a on a jeho bratr byli vychováváni příbuznými ve Zvoli u Zábřehu. V sedmnácti letech odešel do Jugoslávie, kde studoval teologii. Po studiích v Sarajevu působil jako učitel náboženství v Praze a Plzni. Poté, co nenašel práci, která by ho zajímala, vrátil se do Jugoslávie a studoval na Bělehradské univerzitě, získal doktorát a v malé vesnici byl vysvěcen na srbsko-pravoslavného kněze. Později působil jako pop na významné farnosti v Dalj u Osijeku. V roce 1939 byl i s rodinou kvůli svým jazykovým znalostem poslán do USA na misijní práci. Působil v Clevelandu, později v Ohiu. Stal se učitelem na univerzitě v Marshfieldu ve Wisconsinu, kde ke konci života začal kromě psaní také malovat.

## Dílo
Kromě prvních děl, dvou svazků poezie, psal romány a náboženskou literaturu (poslední většinou v srbštině), psal do náboženských časopisů, které sám redigoval.

### Poesie
- Písně sirotků, Bělehrad 1931
- Vigile: verše (z let 1928-29), Bělehrad 1932

### Romány
- Od jara do jara : Kronika zapadlé dědiny, Praha 1937
- Fruška Gora, Praha 1946 .
- A Man From the Balkans, Philadelphia 1942
- Rebelie, Praha 1949
- Deník pana Grigorija Maximoviče, 1953 (v srbštině)
- Bloudění 1953 (v angličtině), vydáno v USA
- Zrada – v rukopisu
- Noc nad zemí zaslíbenou – v rukopisu
- Olomoucká trilogie, 1960 – skládající se z:
  - Díl 1 Olomoucká romance, 1960
  - Díl 2 Magistr Gabriel, písař olomoucký (1527–1542), 1962
  - Díl 3 Olomoucká elegie, 1970

### Povídka
- Děti v bouři, publikováno v: Youth Replies – I Can; stories of resistance, edited by May Lamberton Becker, New York 1945 - anglicky, příběh o odbojovém boji v Srbsku za druhé světové války

### Náboženská literatura
- Tvoj Glas, 1936 (v srbštině)

### Jiná literatura
- Doktorská práce o filozofii V. Solojeva (Filosofie V. Solovjeva) – za tuto práci obdržel Cenu Bělehradské univerzity